# Вінтроп (Массачусетс)
Вінтроп (англ. Winthrop) — місто (англ. city) в США, в окрузі Саффолк штату Массачусетс. Населення — 19 316 осіб (2020).

## Географія
Вінтроп розташований за координатами 42°22′32″ пн. ш. 70°58′14″ зх. д. / 42.37556° пн. ш. 70.97056° зх. д. (42.375541, -70.970646).  За даними Бюро перепису населення США в 2010 році місто мало площу 21,55 км², з яких 5,11 км² — суходіл та 16,43 км² — водойми.

## Демографія
Згідно з переписом 2010 року, у місті мешкало 17 497 осіб у 7783 домогосподарствах у складі 4431 родини. Густота населення становила 812 осіб/км².  Було 8320 помешкань (386/км²).
Расовий склад населення:
| - 91,8 % — білих - 2,0 % — чорних або афроамериканців - 1,2 % — азіатів - 0,2 % — корінних американців - 2,9 % — осіб інших рас |

До двох чи більше рас належало 1,9 %. Частка іспаномовних становила 6,1 % від усіх жителів.
За віковим діапазоном населення розподілялося таким чином: 18,0 % — особи молодші 18 років, 65,5 % — особи у віці 18—64 років, 16,5 % — особи у віці 65 років та старші. Медіана віку мешканця становила 43,7 року. На 100 осіб жіночої статі у місті припадало 93,6 чоловіків;  на 100 жінок у віці від 18 років та старших — 91,4 чоловіків також старших 18 років.
Середній дохід на одне домашнє господарство  становив 82 706 доларів США (медіана — 61 919), а середній дохід на одну сім'ю — 100 704 долари (медіана — 82 393). Медіана доходів становила 57 205 доларів для чоловіків та 53 692 долари для жінок. За межею бідності перебувало 8,6 % осіб, у тому числі 9,8 % дітей у віці до 18 років та 10,1 % осіб у віці 65 років та старших.
Цивільне працевлаштоване населення становило 9463 особи. Основні галузі зайнятості: освіта, охорона здоров'я та соціальна допомога — 23,1 %, науковці, спеціалісти, менеджери — 13,1 %, мистецтво, розваги та відпочинок — 12,8 %.

## Відомі люди
- Кеннет МакГовен (*1963) — американський кінопродюсер.